# قسم قشلاق الريفي (مقاطعة أهر)
قسم قشلاق الریفي (بالفارسية: دهستان قشلاق) هي منطقة سكنية تقع في إيران. يقدر عدد سكانها بـ 12,028 نسمة .